# 제21회 미국 작가 조합상
제21회 미국 작가 조합상은 1968년 뛰어난 활동을 보인 영화 작가를 기리기 위해 1969년 3월에 열린 시상식이다. Beverly Hilton Hotel에서 개최되었다.

## 수상 및 후보

### 각본상
- 프로듀서 - 멜 브룩스 수상
- 화니 걸 - 이소벨 레너트 수상

### 각색상
- 겨울의 라이온 - 제임스 골드먼 수상
- 별난 커플 - 닐 사이먼 수상

### 월계수상
- 칼 포먼 수상

### 발렌타인 데이비스 상
- 도리 샤리 수상